# Blindelings
Blindelings is een liedje van Antoon. Het nummer kwam uit op 18 januari 2024 en stond 12 weken in de Nederlandse Top 40 met als piekpositie 19. Tevens behaalde het nummer de Qmusic Alarmschijf.